# Don Talbert
Don Talbert é um ex-jogador profissional de futebol americano estadunidense.

## Carreira
Don Talbert foi campeão da temporada de 1971 da National Football League jogando pelo Dallas Cowboys.